# Tiszavölgyi István
| Tiszavölgyi István                        | Tiszavölgyi István                                                                             |
| Kattints az alábbi külső linkek egyikére! | Kattints az alábbi külső linkek egyikére!                                                      |
| ----------------------------------------- | ---------------------------------------------------------------------------------------------- |
| Nem található szabad kép.(?)              |                                                                                                |
| külső link · jogvédett                    | A. Horváth András. Beszélgetés Tiszavölgyi István pedagógussal. Óbudai Anziksz. 2016/2017 Tél. |
| külső link · jogvédett                    | Tiszavölgyi Istvánt 2012-ben, hogy Óbuda díszpolgárává választották.                           |

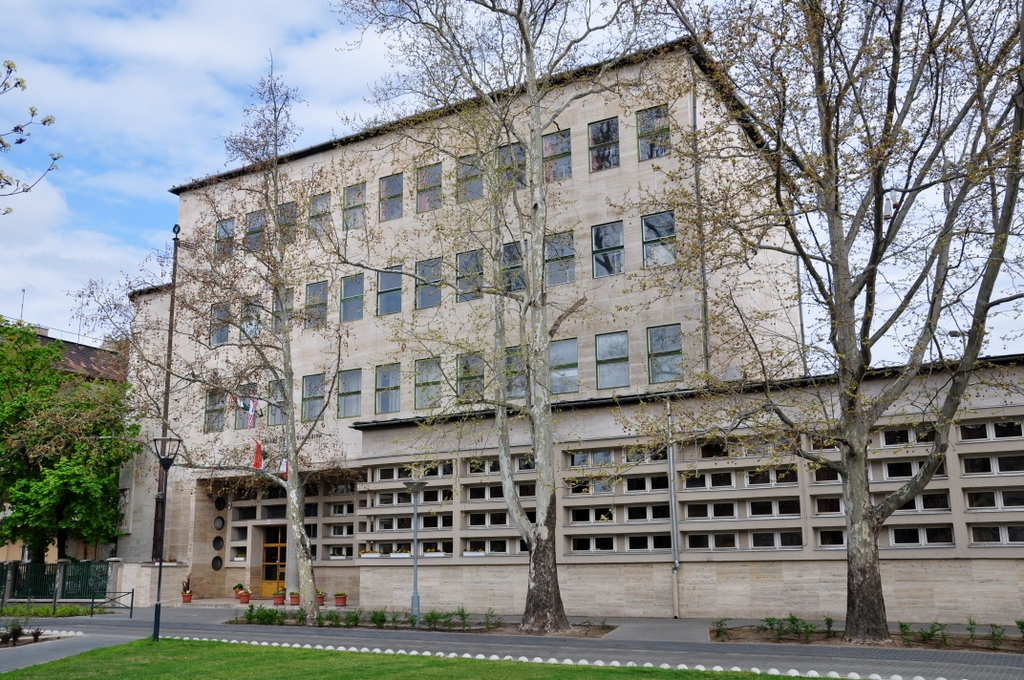
1966-1986 között az Óbudai Árpád Gimnáziumban magyar- történelem szakos tanáraként dolgozott

 Tiszavölgyi István  (Budapest, 1935. május 26. –)  középiskolai tanár, iskolaigazgató

## Szakmai életútja
Az Eötvös Loránd Tudományegyetemen magyar-történelem szakon 1957-ben tette le az államvizsgát. 1957-1966 között a Kőrösi Csoma Sándor Általános Iskolában tanított. Először a Kőrösi Csoma Sándor Általános Iskola, majd az Óbudai Árpád Gimnázium, végül 1986-1998 között az ő közreműködésével útjára indított Veres Péter Gimnázium vezetője volt. 1966-ban került az Óbudai Árpád Gimnáziumba és igazgatóhelyettesnek nevezték ki. 1971–1986 között volt az Óbudai Árpád Gimnázium igazgatója és vezetésével jelentős változások történtek. Kémia, biológia, fizika előadótermeket alakítottak ki a tanárok, 4 nyelvi terem jött létre, történelemkabinet, magyar terem, könyvtár segítette a humán tárgyak oktatását. Megújult a tornaterem is, mosdókkal, öltözőkkel, edzőteremmel bővült a testnevelési egység. Az iskola életében döntő változást jelentett a tagozatok kialakítása, és a hatosztályos képzés bevezetése.1970-től nyelvtagozatok. 
Mikusi Imre (1941-2018) kezdeményezésére és irányításával 1983-től speciális matematika tagozat működik az iskolában. 2005-től német nemzetiségi képzés is folyik. A sport, a kórus, szakkörök, versenyek, iskolai színjátszás színesíti az iskolai életet.
A kerületen kívül is dolgozott, az Eötvös Loránd Tudományegyetemen óraadóként tanította a magyart mint idegen nyelvet, vizsgáztatott államvizsga-bizottságban történelem módszertanból, volt Tarlós István polgármester főtanácsadója, de mindezt az óbudai iskolai tevékenysége mellett. Pedagógiai tevékenysége kiemelkedő jelentőségű Óbuda közoktatásában, amit Óbuda-Békásmegyer Önkormányzata 2012-ben Óbuda Díszpolgára címmel ismert el. A középiskolai tanárok elismerésére Óbuda-Békásmegyer Képviselőtestülete 2013-ban díjat alapított. A díj névadója a kerület nagy tekintélyű, „iskolaalapító” pedagógusa, a kerület díszpolgára, Tiszavölgyi István. A díj elismerésként adományozható Óbuda-Békásmegyer középiskoláiban dolgozó azon pedagógusoknak, akik hosszú időn át tartósan és kiemelkedő színvonalon végezték nevelő-oktató munkájukat. 
1977-ben jelent meg szerkesztésében az Árpád Gimnázium története. Fennállásának 75. évfordulójára c. könyv. 